# قصر الدويش
قصر الدويش قصر أثري تاريخي يقع شمال الأرطاوية في منطقة الرياض وسط المملكة العربية السعودية.

## الوصف
يعد القصر من القصور التاريخية في منطقة الرياض، والواقع في بلدة الأرطاوية٬ ويطل على شارعين٬ ويتصل به من جهة الغرب مسجد٬ وهو قصر يعد مقارنة بالبيوت الأخرى في البلدة أكبرها نسبيًا. وقد بني بمواد البناء المعروفة والمألوفة محليًا التي هي عماد البناء التقليدي النجدي٬ وهي: الطين٬ والحجارة٬ والجص٬ وخشب الأثل٬ والسعف وجريد النخيل.

## مكونات القصر
يتكون المبنى من دورين يحتوي الأول منهما على عدد من الوحدات السكنية أهمها المجلس٬ وهو ما يعرف بغرفة الاستقبال٬ وهي أكبر غرفة في القصر أو المسكن٬ وتقع إلى يمين المدخل الرئيس للمنزل٬ ويتألف المجلس من غرفة مستطيلة الشكل جدرانها تحتوي على زخارف جصية. وهناك فناء مسقوف يسمى محليًا (العريش) أو (الليوان) ويمر من خلاله للدخول إلى المجلس. وهذا العريش أو الليوان المسقوف تحمل سقفه أعمدة من الحجارة أسطوانية الشكل مشكلة بالخرز المليس بالطين والجص٬ وفوق الأعمدة تيجان وعقود مثلثة الشكل٬ مدببة٬ وفي الدور الأول عدد من الغرف ذات الأغراض المختلفة٬ ومنها ما تستخدم مخازن للحبوب٬ والحطب٬ والطبخ٬ ومخازن للتمور.
هناك غرفة على يسار المدخل الرئيس بها قواطع من الجدران ارتفاعها عن الأرض نحو 40 سم وتستخدم هذه الغرفة لتبريد المياه، إذ توضع ألواح خشبية فوق القواطع٬ ثم توضع القرب المليئة بالماء فوقها. كما أن الدور الأرضي أو الأول يحتوي على الفناء المكشوف أو الحوش. وتوجد بالقصر بئر لتزويد سكانه بالماء. أما الدور الثاني فيحتوي على عدد من غرف النوم. وقد تسبب هجر القصر أو البيت في تهدم أجزاء عدة منه٬ وأصبح الصعود إلى الدور الثاني محفوفًا بالمخاطر خشية الانهيار. ويوجد بجوار القصر من جهة الغرب مسجد أعيد بناؤه من جديد بمواد البناء الحديثة.

## وصلات خارجية
- صورة قصر الدويش